# Ramik Wilson
Ramik Wilson (Tampa, 19 agosto 1992) è un giocatore di football americano statunitense che milita nel ruolo di linebacker per i Jacksonville Jaguars della National Football League (NFL).

## Biografia

### Kansas City Chiefs
Dopo avere giocato al college a football a Georgia, Wilson fu scelto nel corso del quarto giro (118º assoluto) del Draft NFL 2015 dai Kansas City Chiefs. Debuttò come professionista subentrando nella gara del primo turno contro gli Houston Texans. La sua stagione da rookie si concluse con 20 tackle in 10 presenze, 2 delle quali come titolare. Nei playoff 2018-2019, i Rams batterono i Cowboys e i Saints, qualificandosi per il loro primo Super Bowl dal 2001.

## Palmarès

### Franchigia
- National Football Conference Championship: 1

Los Angeles Rams: 2018

## Statistiche
| Partite totali      | 10 |
| Partite da titolare | 2  |
| Tackle              | 20 |
| Sack                | 0  |
| Intercetti          | 0  |

Statistiche aggiornate alla stagione 2015